# شراء جوادر

جوادر العُمانية 1783–1958

شراء جوادر أو استحواذ باكستان على جوادر العُمانية (الأردية: گوادر کا حصول، ترجمة حرفية: "استحواذ جوادر") هو الاستحواذ الذي قامت به باكستان على إقليم جوادر من سلطنة عُمان عام 1958. تمكنت باكستان من الحصول على 15,210 كيلومتر مربع (5,870 ميل2) من الأراضي على ساحل بلوشستان مقابل حوالي 5.5 مليار روبية باكستانية (أي ما يعادل 2 مليون دولار أمريكي اليوم[متى؟])، دفع معظمها آغا خان الرابع.

جوادر الباكستانية 1958 - حتى الآن

تمت الصفقة بجهود رئيس وزراء باكستان فيروز خان نون وسعيد بن تيمور، سلطان عُمان، وتم شراء الأرض في 8 سبتمبر 1958، وأصبحت رسميًا جزءًا من باكستان في 8 ديسمبر 1958.
كانت الحياة المحلية في جوادر العُمانية تتمحور حول الصيد والتجارة والزراعة، وكانت القبائل البلوشية تشكل المجتمع الأساسي، وكانوا يعيشون في منازل تقليدية من الطين، ويعتمدون على البحر في كسب الرزق، إلى جانب انخراطهم في التجارة الإقليمية التي ربطتهم بعُمان والهند وشرق أفريقيا.

## الخلفية

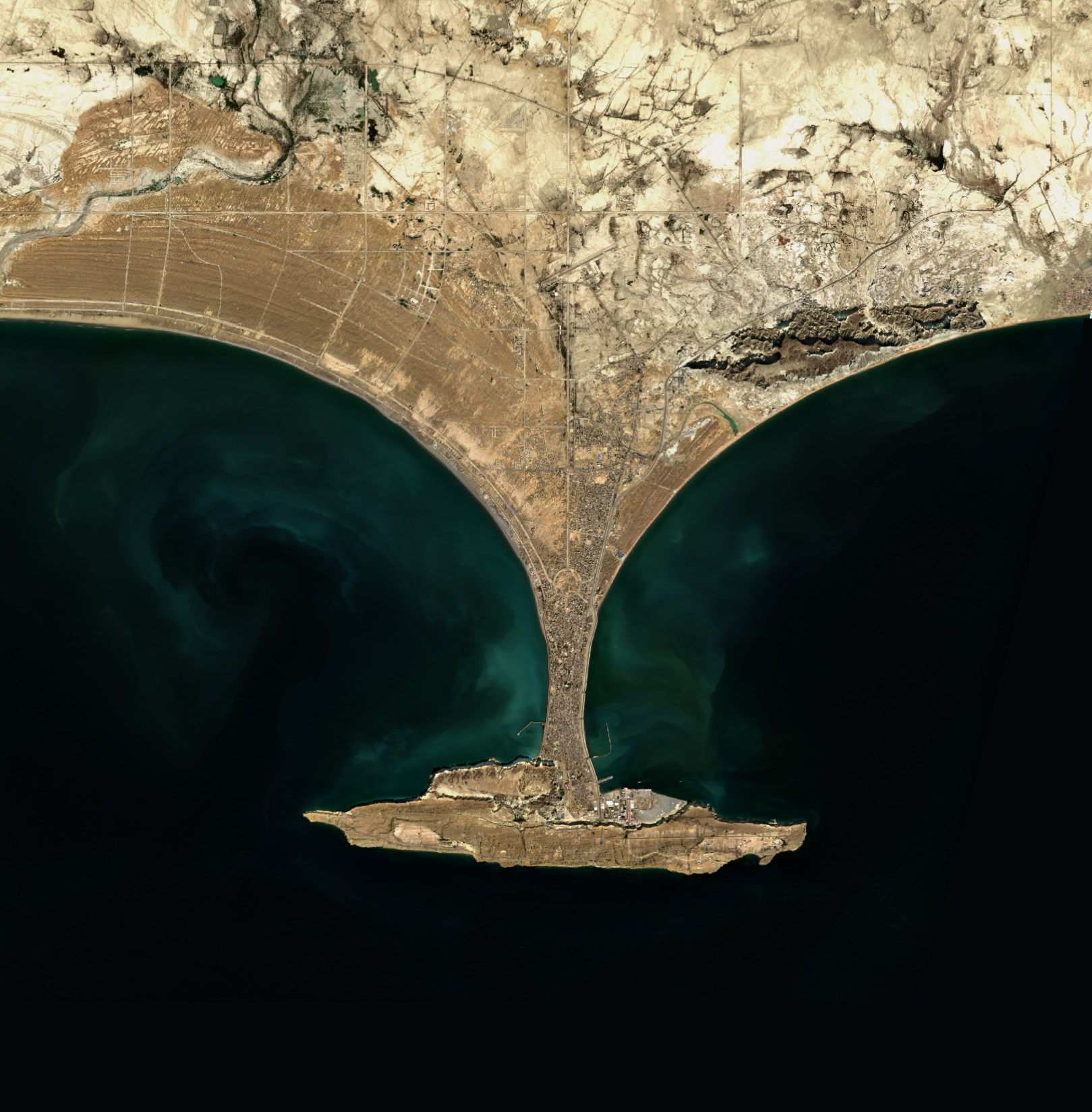
صورة فضائية لجوادر

في عام 1783، منح خان قلات، مير نوري نصير خان البلوشي، جوادر إلى السلطان تيمور، الذي تم تكليفه بإدارتها نيابة عن خان قلات. وعلى الرغم من أن سلطان تيمور استعاد لاحقًا سلطته في مسقط، إلا أن الإدارة العُمانية استمرت في السيطرة على جوادر من خلال تعيين حكام محليين.
وفي عام 1797، تولى سعيد سلطان قيادة مسقط، لكنه لم يتخلَ عن السيطرة على جوادر لصالح قلات. أدى ذلك إلى نزاع بين ورثة السلطان وخان قلات بشأن إدارة جوادر، مما استدعى تدخل البريطانيين في الأمر. وفي النهاية، قام البريطانيون بمد خطوط التلغراف إلى البلدة.
بعد أن حصلت بريطانيا على امتيازات من السلطان لاستغلال المنطقة، ساعدت مسقط في الحفاظ على السيطرة على جوادر.
بين عامي 1863 و1879، كانت جوادر مركزًا لعمليات مساعد الوكيل السياسي البريطاني. وكانت تزورها بواخر شركة الملاحة البريطانية الهندية كل أسبوعين، واحتضنت مكتبًا مشتركًا للبريد والتلغراف.
عند استقلال باكستان عام 1947، بقيت جوادر تحت السلطة العُمانية. ومع ذلك، بدأت باكستان تبدي اهتمامًا بجوادر بعد سيطرتها على أراضٍ بلوشية عدة، من بينها إقليم المفوضية الرئيسية في بلوشستان البريطانية، إلى جانب ولايات خاران، مكران، لاس بيلا وقلات. وخلال الأشهر التالية للاستقلال، ضمت باكستان هذه المناطق إلى أراضيها.
في عام 1954، استعانت باكستان بخدمات هيئة المسح الجيولوجي الأمريكية (USGS) لإجراء مسح لساحلها. ووفقًا لنتائج المسح، تبيّن أن جوادر موقع مناسب لتطوير ميناء عميق.

## المفاوضات
حدد ويرث كوندريك -المسّاح في هيئة المسح الجيولوجي الأمريكية- أن جوادر موقع ملائم لإنشاء ميناء عميق بفضل شكل شبه جزيرتها الفريد على شكل مطرقة. وبعد تلقي هذه المعلومات وبدعم من السكان المحليين، قدمت الحكومة الباكستانية طلبًا رسميًا إلى سلطان عُمان للسماح بضم جوادر إلى باكستان. وقد تفاوضت الدولتان حول هذا الأمر لمدة أربع سنوات.

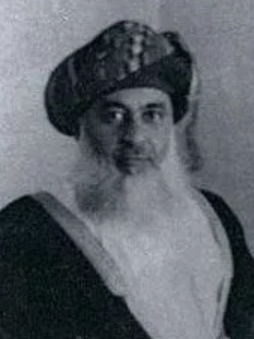
سعيد بن تيمور (آخر سلطان عُماني لجوادر)

بعد أن أعربت باكستان عن اهتمامها بجوادر، طلبت أيضًا من الحكومة البريطانية المساعدة في ترتيب اتفاق تجاري بين عُمان وباكستان. ومع أن بريطانيا رفضت في البداية، إلا أنها تدخلت في المفاوضات عام 1958 وساهمت في إنجاح المحادثات. دخل رئيس وزراء باكستان فيروز خان نون وزوجته فيقار النساء نون في مفاوضات مع سلطان عمان سعيد بن تيمور عام 1958. وخلال تلك الفترة، وافق السلطان على تسليم جوادر إلى باكستان مقابل 5.5 مليار روبية، دفعت من قبل الإمام الـ49 للطائفة الإسماعيلية النزارية آغا خان الرابع.
وبحسب الاتفاق، في حال تم اكتشاف النفط في جوادر بكميات تجارية، فإن على الحكومة الباكستانية دفع نسبة من العائدات إلى السلطان. كما نص الاتفاق على احتفاظ سكان جوادر بجنسيتهم العُمانية دون أن يؤثر ذلك على حقوقهم كمواطنين باكستانيين، وتجنيدهم في القوات المسلحة السلطانية، وتدريب العسكريين في المعاهد الباكستانية، وتسليم الفارين إلى عُمان، والسماح بتصدير الأرز إلى عمان بأسعار تجارية عادية.

## استحواذ باكستان
في 7 سبتمبر 1958، أعلن رئيس وزراء باكستان فيروز خان نون عبر إذاعة باكستان ما يلي:
"أصدرت حكومة باكستان بيانًا تفيد فيه أن إدارة ميناء جوادر ومناطقه الداخلية، التي كانت تحت سيطرة صاحب السمو سلطان مسقط وعُمان منذ عام 1784، قد انتقلت اليوم إلى باكستان بكامل الحقوق السيادية. لقد انضم شعب جوادر إلى شعب باكستان، وأصبحت جوادر بأكملها ضمن جمهورية باكستان الإسلامية. أعلم أن الشعب في جميع أنحاء باكستان، بمن فيهم سكان جوادر، قد تلقوا هذا الإعلان بفرح كبير. أرحب بسكان جوادر في الاتحاد الباكستاني وأؤكد لهم أنهم سيتمتعون بحقوق ومزايا متساوية مع جميع المواطنين الباكستانيين بغض النظر عن الدين أو الطبقة أو العرق. سيكون لهم نصيبهم الكامل في مجد وازدهار الجمهورية التي ينتمون إليها الآن. إن سكان جوادر، الذين ينتمي معظمهم إلى المجتمع البلوشي الشجاع، تربطهم علاقات عرقية وثقافية وثيقة مع شعب باكستان، والانضمام إلى جمهورية باكستان يمثل التتويج الطبيعي لتطلعاتهم السياسية. وأغتنم هذه الفرصة لأشكر، نيابة عن شعب وحكومة باكستان، حكومة صاحبة الجلالة في المملكة المتحدة على مساعدتها في إنجاح مفاوضاتنا مع صاحب السمو سلطان مسقط وعُمان لنقل حقوقه في جوادر."

## الحياة في جوادر العُمانية
من أواخر القرن الثامن عشر حتى عام 1958، كانت جوادر تحت سيطرة سلطنة عُمان، التي مدّت نفوذها إلى المنطقة، نظرًا لأهميتها الاستراتيجية كميناء ساحلي. خلال هذه الفترة، لم تكن جوادر جزءًا من اليابسة العُمانية، بل كانت إقليمًا ساحليًا بعيدًا، احتفظ السلطان العماني بالسيادة عليه. وكانت المنطقة تعد مركزًا مهمًا للتجارة البحرية، لا سيما بين عُمان وشبه القارة الهندية وشرق أفريقيا.
كانت الحياة في جوادر خلال هذه الحقبة تتمحور حول كونها بلدة ميناء. وسكنها مزيج من القبائل البلوشية والمستوطنين العرب والسند، وكانت الأنشطة الاقتصادية تدور حول الصيد والتجارة والنقل البحري. وكانت البلدة صغيرة نسبيًا، يتمحور معظم نشاطها حول الميناء، الذي شكّل مركزًا لتصدير الأسماك والتمور واللؤلؤ، واستيراد البضائع من الهند وفارس وغيرها. وكانت التجارة شريان الحياة الاقتصادية، ورابطًا حيويًا بين شبه الجزيرة العربية وجنوب آسيا والعالم الأوسع.

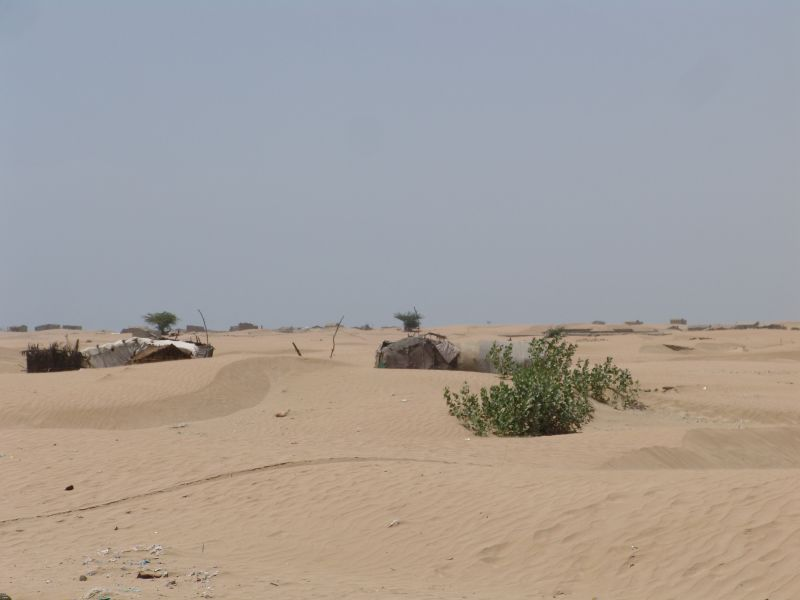
صحراء جوادر الجافة

كانت الإدارة العُمانية في جوادر لا مركزية نسبيًا، حيث كان السلطان يعيّن حاكمًا محليًا (الوالي) يتولى إدارة شؤون المنطقة. وكان الوالي مسئولًا عن الأمن وجمع الضرائب وتنظيم التجارة. وعلى الرغم من أن السلطان في عمان كان يتمتع بالسلطة العليا، فإن الوالي المحلي كان يتمتع بدرجة من الاستقلالية في إدارة الشئون المحلية، خاصة تلك المتعلقة بالتجارة والتعامل مع القبائل البلوشية المحيطة.
تميز حكم عمان بالطابع الإسلامي والقبلي، حيث كان السلطان يتمتع بسلطة سياسية مطلقة، لكن النظامين الاجتماعي والقانوني كانا متأثرين بالشريعة الإسلامية والعادات القبلية. وكانت العلاقات مع القبائل البلوشية المحلية ذات أهمية بالغة للحفاظ على الاستقرار. وتم الحفاظ على النفوذ العُماني في المنطقة من خلال الدبلوماسية والوجود العسكري والتحالفات القبلية.
لا يزال العديد من سكان جوادر اليوم يحتفظون بـجوازات سفرهم العُمانية القديمة، والتي أصبحت بعد عام 1970 جنسية باكستانية.